# Liste der Kulturgüter im Kanton Schaffhausen
Die Liste der Kulturgüter im Kanton Schaffhausen bietet eine Übersicht zu Verzeichnissen von Objekten unter Kulturgüterschutz in den 26 Gemeinden des Kantons Schaffhausen. Die Verzeichnisse enthalten Kulturgüter von nationaler, regionaler und lokaler Bedeutung.

## Geordnet nach Gemeinden in alphabetischer Reihenfolge
- Bargen
- Beggingen
- Beringen
- Buch
- Buchberg
- Büttenhardt *
- Dörflingen
- Gächlingen
- Hallau
- Hemishofen
- Lohn
- Löhningen
- Merishausen
- Neuhausen am Rheinfall
- Neunkirch
- Oberhallau
- Ramsen
- Rüdlingen
- Schaffhausen
- Schleitheim
- Siblingen
- Stein am Rhein
- Stetten
- Thayngen
- Trasadingen
- Wilchingen

* Diese Gemeinde besitzt keine Objekte der Kategorien A oder B, kann aber (zzt. nicht dokumentierte) C-Objekte besitzen.